# Urgulania
Urgulania  († nach 24 n. Chr.) war eine einflussreiche Römerin während der Regierungszeit der Kaiser Augustus und Tiberius. Sie war die Ehefrau des Prätors Marcus Plautius Silvanus, die Mutter des gleichnamigen Konsuls des Jahres 2 v. Chr. und die Großmutter des gleichnamigen Prätors des Jahres 24 n. Chr., des Publius Plautius Pulcher und der Plautia Urgulanilla, der ersten Ehefrau des späteren Kaisers Claudius.
Durch ihre enge Freundschaft mit Livia, der Ehefrau des Augustus und Mutter des Tiberius, genoss Urgulania hohes Ansehen und besaß vermutlich großen politischen Einfluss. Der Nachwelt ist sie besonders durch zwei vom Historiker Tacitus berichtete bemerkenswerte Handlungen bekannt, nämlich ihre Weigerung, einer Vorladung vor ein Senatsgericht Folge zu leisten (16 n. Chr.), sowie durch die Aufforderung an ihren Enkel Plautius Silvanus, sich nach dem Mord an seiner Ehefrau umzubringen (24 n. Chr.).
Im Jahre 16 n. Chr. wurde Urgulania von Lucius Calpurnius Piso aufgrund eines in den Quellen nicht näher genannten Vergehens angeklagt. Sie weigerte sich jedoch, vor Gericht zum Verhör zu erscheinen, und begab sich stattdessen in den Kaiserpalast, wo sie sich unter den Schutz Livias stellte, die sich von der Anklage gegen ihre Freundin persönlich beleidigt fühlte und darin einen politisch motivierten Angriff auf ihre eigene Person sah. Der Ankläger Piso drohte daraufhin, Urgulania gewaltsam aus dem Palast holen zu lassen, was Kaiser Tiberius in schwere Bedrängnis brachte, da er weder offen den Rechtsbruch seiner Mutter unterstützen noch zulassen konnte, dass sie durch die zweifellos legale Verhaftung ihrer Freundin gedemütigt wurde.
Man einigte sich schließlich auf den Kompromiss, dass Urgulania vom zuständigen Prätor zu Hause bzw. in Livias Gemächern verhört wurde und dass Tiberius die von Piso für ihr Vergehen geforderte Geldstrafe bezahlte. Urgulanias Weigerung, vor Gericht zu erscheinen, erregte bei den Zeitgenossen große Empörung, da sie sich damit ein Vorrecht angemaßt hatte, das nicht einmal den in dieser Hinsicht privilegierten Vestalinnen zugestanden worden wäre.
Ein zweites Mal nutzte Urgulania ihren Einfluss, als im Jahre 24 n. Chr. ihr Enkel Plautius Silvanus seine Frau Apronia ermordete. Nachdem in einer von Tiberius persönlich geleiteten Untersuchung die Schuld des Silvanus erwiesen worden war, sandte Urgulania ihm einen Dolch, den er als Aufforderung zum Selbstmord verstand, da ein solcher Hinweis seiner Großmutter aufgrund ihrer Freundschaft zur Kaiserinmutter „wie ein Befehl des Kaisers“ zu verstehen sei.